# Temporada 1991-1992 del FC Barcelona (femení)
La temporada 1991-92 és la 4a en la història del Club Femení Barcelona.

## Desenvolupament de la temporada
Les jugadores queden segones classificades a la Lliga Nacional i eliminades a semifinals de la Copa de la Reina.

## Jugadores i cos tècnic

### Plantilla 1991-92
La plantilla i el cos tècnic del primer equip per a l'actual temporada (manca informació) són els següents:
| N. | Pos. | Nac. | Jugador     |
| -- | ---- | --- | ----------- |
| —  | POR  | [[Fitxer:Flag of Catalonia.svg\|23x15px\|border \|alt=Catalunya\|link=Selecció de futbol de Catalunya\|{{#if:\|]] | Roser Serra |

| N. | Pos. | Nac. | Jugador     |
| -- | ---- | --- | ----------- |
| —  | DEF  | [[Fitxer:Flag of Catalonia.svg\|23x15px\|border \|alt=Catalunya\|link=Selecció de futbol de Catalunya\|{{#if:\|]] | Kety Pulido |

### Cos tècnic 1991-92
- Entrenador:  Luis de la Pena

## Partits
Victòria       Empat       Derrota

### Lliga
| 22 de setembre de 1991 | Añorga Kirol eta Kultur Elkartea | 2-0   | Club Femení Barcelona | Sant Sebastià, Euskadi |  |
| Jornada 1              |                                  | [ 2 ] |                       |                        |  |

| 29 de setembre de 1991 | Club Femení Barcelona | 2-1   | Club Deportivo Oroquieta Villaverde | Barcelona, Catalunya                        |  |
| Jornada 2              |                       | [ 2 ] |                                     | Zona Esportiva del FC Barcelona Catalunya · |  |

| 6 d'octubre de 1991 | Penya Barcelonista Barcilona | 0-1   | Club Femení Barcelona | Barcelona, Catalunya |  |
| Jornada 3           |                              | [ 2 ] |                       |                      |  |

| 13 d'octubre de 1991 | Club Femení Barcelona | 6-0   | Club de Fútbol Femenino Parque Alcobendas | Barcelona, Catalunya                        |  |
| Jornada 4            |                       | [ 2 ] |                                           | Zona Esportiva del FC Barcelona Catalunya · |  |

| 27 d'octubre de 1991 | Atlético Villa de Madrid | 1-14  | Club Femení Barcelona | Madrid, Comunitat de Madrid |  |
| Jornada 5            |                          | [ 2 ] |                       |                             |  |

| 3 de novembre de 1991 | Club Femení Barcelona | 1-0   | Oiartzun KE | Barcelona, Catalunya                        |  |
| Jornada 6             |                       | [ 2 ] |             | Zona Esportiva del FC Barcelona Catalunya · |  |

| 17 de novembre de 1991 | Centre d'Esports Sabadell Futbol Club (femení) | 0-2   | Club Femení Barcelona | Sabadell, Catalunya |  |
| Jornada 7              |                                                | [ 2 ] |                       |                     |  |

| 24 de novembre de 1991 | Club Femení Barcelona | 2-4   | Añorga Kirol eta Kultur Elkartea | Barcelona, Catalunya                        |  |
| Jornada 8              |                       | [ 2 ] |                                  | Zona Esportiva del FC Barcelona Catalunya · |  |

| 1 de desembre de 1991 | Club Deportivo Oroquieta Villaverde | 1-5   | Club Femení Barcelona | Madrid, Comunitat de Madrid |  |
| Jornada 9             |                                     | [ 2 ] |                       |                             |  |

| 15 de desembre de 1991 | Club Femení Barcelona | 1-3   | Penya Barcelonista Barcilona | Barcelona, Catalunya                        |  |
| Jornada 10             |                       | [ 2 ] |                              | Zona Esportiva del FC Barcelona Catalunya · |  |

| 12 de gener de 1992 | Club de Fútbol Femenino Parque Alcobendas | 0-1   | Club Femení Barcelona | Alcobendas, Comunitat de Madrid |  |
| Jornada 11          |                                           | [ 2 ] |                       |                                 |  |

| 19 de gener de 1992 | Club Femení Barcelona | 2-2   | Atlético Villa de Madrid | Barcelona, Catalunya                        |  |
| Jornada 12          |                       | [ 2 ] |                          | Zona Esportiva del FC Barcelona Catalunya · |  |

| 26 de gener de 1992 | Oiartzun KE | 2-0   | Club Femení Barcelona | Oiartzun, Espanya |  |
| Jornada 13          |             | [ 2 ] |                       |                   |  |

| 2 de febrer de 1992 | Club Femení Barcelona | 1-0   | Centre d'Esports Sabadell Futbol Club (femení) | Barcelona, Catalunya                        |  |
| Jornada 14          |                       | [ 2 ] |                                                | Zona Esportiva del FC Barcelona Catalunya · |  |

### Copa de la Reina
| 26 d'abril de 1992 | Club Femení Barcelona | 2-2 | Club de Futbol Femení Athenas | Barcelona, Catalunya                        |  |
| 1/8 anada          |                       |     |                               | Zona Esportiva del FC Barcelona Catalunya · |  |

| 3 de maig de 1992 | Club de Futbol Femení Athenas | 4-1 | Club Femení Barcelona | Barcelona, Catalunya |  |
| 1/8 tornada       |                               |     |                       |                      |  |

Passa de ronda degut al format de Copa d'aquell any.
| 17 de maig de 1992 | Club de Fútbol Femenino Tradehi | 0-3 | Club Femení Barcelona | Oviedo, Astúries |  |
| 1/4 anada          |                                 |     |                       |                  |  |

| 24 de maig de 1992 | Club Femení Barcelona | 3-1 | Club de Fútbol Femenino Tradehi | Barcelona, Catalunya                        |  |
| 1/4 tornada        |                       |     |                                 | Zona Esportiva del FC Barcelona Catalunya · |  |

| 31 de maig de 1992 | Centre d'Esports Sabadell Futbol Club (femení) | 1-0 | Club Femení Barcelona | Sabadell, Catalunya |  |
| Semifinals anada   |                                                |     |                       |                     |  |

| 7 de juny de 1992  | Club Femení Barcelona | 1-1 | Centre d'Esports Sabadell Futbol Club (femení) | Barcelona, Catalunya                        |  |
| Semifinals tornada |                       |     |                                                | Zona Esportiva del FC Barcelona Catalunya · |  |